# Fort Thompson
Fort Thompson é uma Região censo-designada localizada no estado norte-americano de Dakota do Sul, no Condado de Buffalo.

## Demografia
Segundo o censo norte-americano de 2000, a sua população era de 1375 habitantes.

## Geografia
De acordo com o United States Census Bureau tem uma área de
32,6 km², dos quais 26,7 km² cobertos por terra e 5,9 km² cobertos por água.

## Localidades na vizinhança
O diagrama seguinte representa as localidades num raio de 36 km ao redor de Fort Thompson.